# Isaäc Groneman

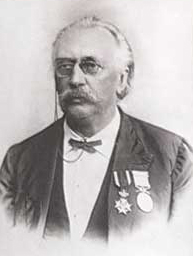
Isaäc Groneman in 1900

Isaäc Groneman (Zutphen, 15 augustus 1832 – Jogjakarta, 2 december 1912) was een Nederlands medicus in Nederlands-Indië en Indonesiëkundige. Hij verwierf zijn bekendheid door zijn vele publicaties over de Javaanse cultuur en oudheid.

## Loopbaan

### Persoonlijk
Groneman werd in 1832 in Zutphen geboren als een zoon van Johannes Casparus Theodorus Groneman en Florentia Adriana Francina de Bruin. Hij trouwde (per volmacht) op 23 augustus 1860 met Johanna Amalia de Wilde. Uit dit huwelijk werd een zoon en een dochter geboren. De zoon, Louis Florentinus Johannes overleed op 9 jarige leeftijd. De dochter, Theodora Maria Bernardina Justina Groneman trouwde, terug in Nederland, met Pieter Jan Bijleveld. Na het overlijden van zijn vrouw in 1903 trouwde Groneman in 1904 met Radhen Ajoe Retno Kasyan.

### Arts en publicist
Groneman studeerde medicijnen en oefende daarna een tijdlang een praktijk uit als verloskundige in Zutphen en Vorden. In 1858 vertrok hij naar Nederlands-Indië, waar hij zich eerst in Bandung en daarna blijvend in Jogjakarta vestigde, waar hij de lijfarts werd van de sultan. Eenmaal op Java raakte Groneman gefascineerd door de traditionele Javaanse cultuur, vooral zoals hij die aantrof in het sultanaat Jogjakarta, en door de Hindoe-Javaanse monumenten die in zijn dagen nog voor het merendeel in een staat van verval verkeerden. Zo was hij onder meer persoonlijk betrokken bij het opgraven van de Prambanan in de buurt van Jogjakarta. Daarnaast publiceerde hij regelmatig over wat hij noemde 'Javaanse toestanden', zoals huwelijksregels, het concubinaat, de inheemse rechtsgang en maatschappelijke kwesties die het gevolg waren van de regels en voorschriften van de Nederlandse koloniale overheid.

### Groneman en de Javaanse kris
Groneman zal bekend blijven om zijn onderzoek van de Javaanse kris. Als een van de eerste geïnteresseerde buitenlanders, woonde hij smeedsessies bij van een empu, de Javaanse wapensmid, en legde vast hoe het gecompliceerde krislemmet met zijn typerende decoratieve lijnenstructuur tot stand kwam. 

Deze zogenaamde pamortechniek, komt tot stand door het veelvuldig smeden en bewerken van laagjes verschillend staal.
Groneman deed verslag van zijn onderzoek in twee baanbrekende artikelen. Met deze en een aantal kleinere artikelen wilde hij tevens bereiken dat het door de invloed van de moderne tijd snel verdwijnende ambacht van de krissmid onder de aandacht kwam van de intellectuele wereld en het Nederlandse bestuur in Nederlands-Indië, die zich dan zouden gaan moeten inzetten voor een reddingsoperatie. Echter, ondanks Gronemans noodkreten kwam er nauwelijks respons. Op 80-jarige leeftijd maakte hij een eind aan zijn leven.

## Selecte bibliografie

Groneman in 1873

- 1874 Bladen uit het dagboek van een Indisch geneesheer, 2 dln. Groningen.
- 1875 Indische schetsen, 2 dln. Zutphen.
- 1879 Waar of onwaar? Nieuwe Indische schetsen, 2 dln. Dordrecht.
- 1882 Vorstenlandsche toestanden. Dordrecht.
- 1888 In den Kedaton te Jogjakarta, Leiden, E.J. Brill
- 1904 'Pamor-smeedkunst', in: Soerabaijasch handelsblad, 16-07-1904.
- 1904 'Het Njirami, of De Jaarlijkse Reiniging van de Erfwapens en andere Poesåkå's in Midden-Java' in Internationales Archiv für Ethnographie nr.17, pp.81-90.[1]
- 1906 De vorderingen der Pamor-Smeedkunst, meteoor- en nikkel-pamor, Soerabaia: H. Van Ingen.
- 1907 Boeddhistische tempelbouwvallen in de Praga-vallei, de Tjandi's Baraboedoer, Mendoet en Pawon. Semarang: G.C.T. van Dorp & Co.
- 1910 'Wat er van de pamorsmeedkunst worden zal?', in: Het Koloniaal Weekblad 10, nr. 35, pp. 4-5.
- 1910 Pamor-wapens. Semarang.
- 1910 'Der Kris der Javaner', in: Internationales Archiv für Ethnographie vol. 19, pp. 91-109; 123-161; 179-211 + Tafel XXV-XXXIV.
- 1913 'Der Kris der Javaner II, Das Reine Nickel als Pamor', in: Internationales Archiv für Ethnographie vol. 23, pp. 129-137 + Tafel VIII-X.
- 2009 The Javanese Kris. Leiden, KITLV Press. ISBN 978-90-6718-329-1